# Gerald Moore
Gerald Moore (ur. 30 lipca 1899 w Watford w hrabstwie Hertfordshire, zm. 13 marca 1987 w Penn w hrabstwie Buckinghamshire) – brytyjski pianista.

## Życiorys
Początkowo pobierał naukę gry na fortepianie u Wallisa Bradneya w szkole w Watford. W 1913 roku przeprowadził się wraz z rodzicami do Kanady, gdzie studiował pod kierunkiem Michaela Hambourga w konserwatorium w Toronto. W 1919 roku wrócił do Wielkiej Brytanii i kontynuował studia u Marka Hambourga. Działał głównie jako akompaniator, od 1921 roku nagrywał płyty, początkowo z tenorem Johnem Coatesem. Współpracował z takimi artystami jak Kathleen Ferrier, Dietrich Fischer-Dieskau, Elisabeth Schwarzkopf i Janet Baker. Ceniony był jako partner śpiewaków w wykonaniach pieśni Franza Schuberta, Roberta Schumanna, Hugo Wolfa i Richarda Straussa. Po 1967 roku zaprzestał występów publicznych, nadal jednak nagrywał płyty. Otrzymał tytuł doktora honoris causa University of Sussex (1968) i University of Cambridge (1973). W 1954 roku odznaczony został komandorią Orderu Imperium Brytyjskiego.
Opublikował prace dydaktyczne Singer and Accompanist: The Performance of 50 Songs (Londyn 1953), The Schubert Song Cycles (Londyn 1975) i „Poet’s Lore” and Other Schumann Cycles and Songs (Londyn 1984), a także autobiograficzne The Unashamed Accompanist (Londyn 1943, wyd. zrewid. 1957), Am I Too Loud? Memoirs of an Accompanist (Londyn 1962), Farewell Recital: Further Memoirs (Londyn 1978) i Furthermoore: Interludes in an Accompanist’s Life (Londyn 1983).